# Yoshimasa Suda
Yoshimasa Suda (須田 芳正 Suda Yoshimasa?,  nacido el 22 de agosto de 1967 en Tokio) es un exfutbolista japonés que se desempeñaba como delantero.

## Trayectoria

### Clubes
| Club       | País  | Año         |
| ---------- | ----- | ----------- |
| Tokyo Gas  | Japón | 1990 - 1992 |
| Urawa Reds | Japón | 1993        |
| Kofu SC    | Japón | 1994        |